# Peter Twiehaus
Peter Twiehaus (* 11. September 1967 in Erlangen) ist ein deutscher Fernsehmoderator und Filmkritiker. Seit 2013 präsentiert er im ZDF-Morgenmagazin unter der Rubrik Filmtipp mit Peter Twiehaus die wöchentlichen Kinostarts.

## Leben und Werk
Peter Twiehaus studierte Französisch und Kommunikationswissenschaften an der Freien Universität Berlin. Bei dem Radiosender RIAS2 war er bereits während des Studiums Assistent und Redakteur. Aus Paris berichtete Twiehaus als Radioreporter, u. a. arbeitete er bei der Deutschen Welle für Hörfunk und Fernsehen. Nach einer kurzen Zeit in einer Bonner Presseagentur wurde er Mitarbeiter beim Morgenmagazin des ZDF in Berlin. Hier ist er bis heute als Filmkritiker zu sehen.
2001 begann Peter Twiehaus seine Laufbahn beim damaligen SFB, dem heutigen rbb-Fernsehen. Er wurde Autor für das Kulturmagazin Ticket, dann schließlich Moderator des Freizeitmagazins Wohin in Berlin. Für das rbb-Magazin zibb – Zuhause in Berlin und Brandenburg dreht er Kulturbeiträge und berichtet von Filmpremieren und Filmfesten (u. a. bei der Berlinale und beim Filmfest Cottbus). Mehrmals moderierte Twiehaus den Fernsehabend Potsdamer Schlössernacht.
Mit dem Filmvorführer berichtete Peter Twiehaus von Ende 2005 bis Ende 2009 wöchentlich über neue Kinofilme. Seit 2013 ist Twiehaus der Filmexperte des ZDF-Morgenmagazins, wo er unter der Rubrik Filmtipps von Peter Twiehaus die wöchentlichen Filmstarts in kurzen Features moderiert und bespricht. 2019 stand er für die ZDF-Doku Bauhaus lebt! – Eine Kunstschule wird 100 vor der Kamera.
Twiehaus lebt in Berlin.